# Tanguiéta (arrondissement)
Tanguiéta är en ort och ett arrondissement i kommunen Tanguiéta i Benin. Den hade 20 167 invånare år 2002.